# Wspólnota administracyjna Kirchenthumbach
Wspólnota administracyjna Kirchenthumbach – wspólnota administracyjna (niem. Verwaltungsgemeinschaft) w Niemczech, w kraju związkowym Bawaria, w rejencji Górny Palatynat, w regionie Oberpfalz-Nord, w powiecie Neustadt an der Waldnaab. Siedziba wspólnoty znajduje się w miejscowości Kirchenthumbach.
Wspólnota administracyjna zrzesza gimnę targową (Markt) oraz dwie gminy wiejskie (Gemeinde): 
- Kirchenthumbach, gmina targowa, 3 261 mieszkańców, 73,15 km²
- Schlammersdorf, 882 mieszkańców, 20,35 km²
- Vorbach, 1 032 mieszkańców, 13,52 km²

1 czerwca 2023 do gminy targowej Kirchenthumbach przyłączono 5,74 km² pochodzące ze zlikwidowanego obszaru wolnego administracyjnie Heinersreuther Forst w powiecie Bayreuth, a 0,01 km² terenu tej gminy targowej przyłączono do gminy Prebitz również w powiecie Bayreuth.